# Lamprospora
Lamprospora De Not. – rodzaj grzybów z typu workowców (Ascomycota).

## Systematyka i nazewnictwo
Pozycja w klasyfikacji według Index Fungorum
Pyronemataceae, Pezizales, Pezizomycetidae, Pezizomycetes, Pezizomycotina, Ascomycota, Fungi.
Synonimy:

- Barlaea Sacc. 1889
- Barlaeina Sacc. 1899
- Crouania Fuckel 1870
- Curreyella Massee 1895
- Detonia Sacc. 1889
- Discaria (Sacc.) Sacc. 1889
- Leptopeza G.H. Otth 1871
- Peziza b Discaria Sacc. 1884
- Phaeobarlaea Henn. 1903
- Plicaria Fuckel 1870
- Vaccinia Velen. 1939[2].

Gatunki występujące w Polsce
- Lamprospora crechqueraultii (P. Crouan & H. Crouan) Boud. 1907
- Lamprospora miniata De Not. 1863
- Lamprospora schroeteri Benkert 1976
- Lamprospora wrightii (Berk. & M.A. Curtis) Boud. 1904

Nazwy naukowe na podstawie Index Fungorum. Wykaz gatunków i nazwy polskie według A. Chmiel i późniejszych źródeł.